# Сортировочная горка

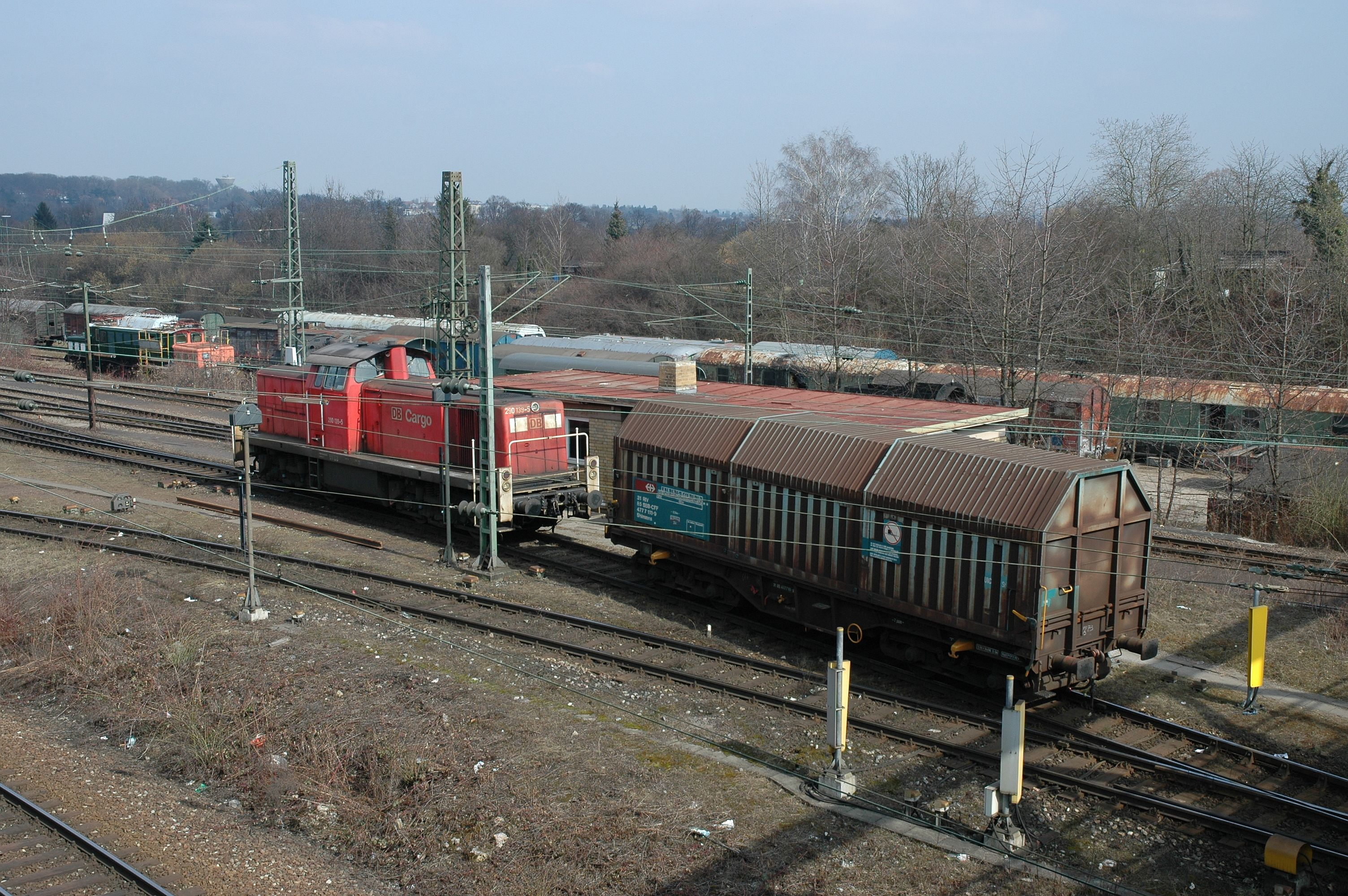
Сортировочная горка на станции Корнвестхайм (Германия)

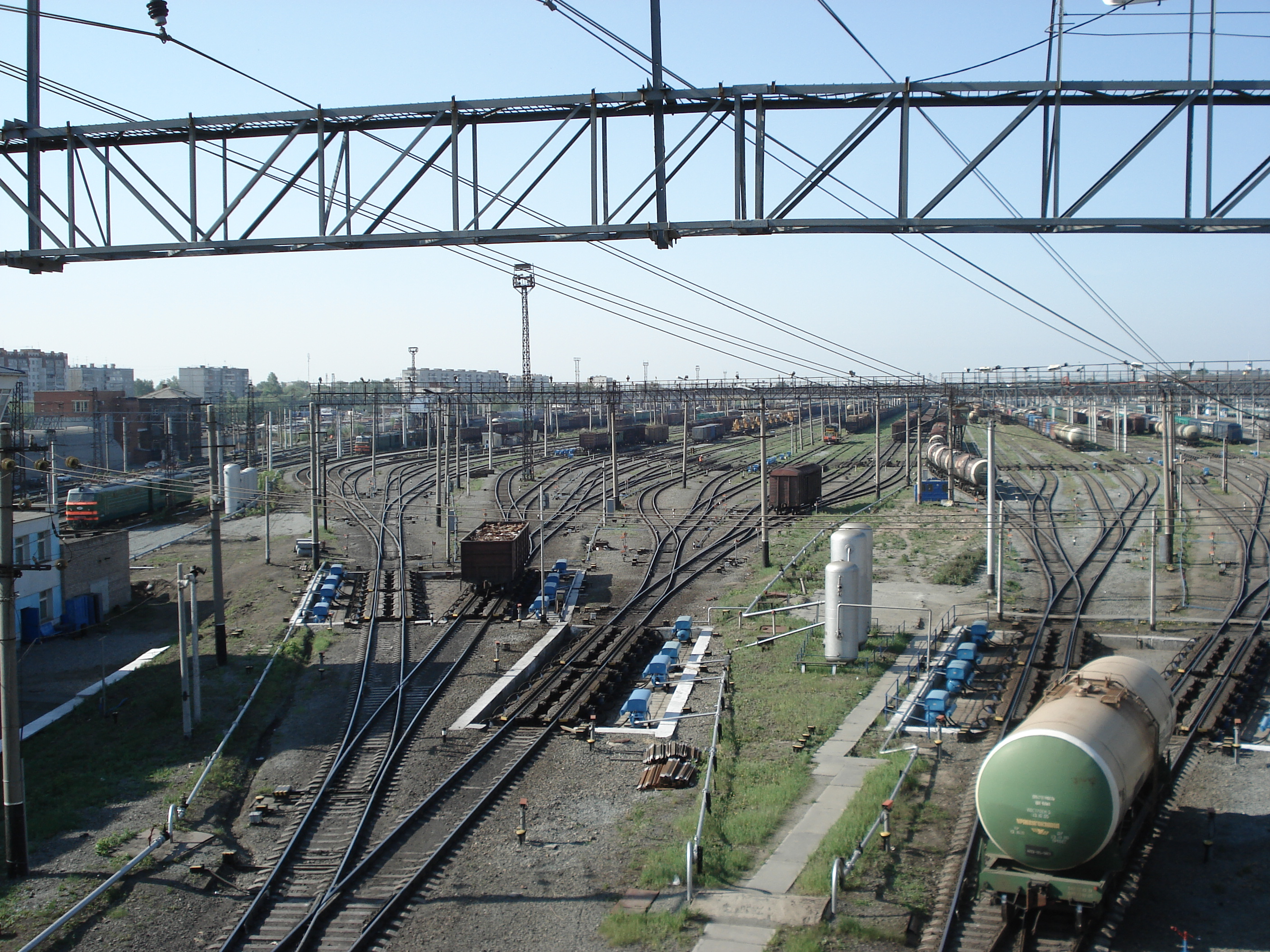
Сортировочная горка нечётного направления на станции Челябинск-Главный (с парка «А» в парк «С»)

 Сортиро́вочная го́рка (в железнодорожной терминологии и на жаргоне — просто «горка») в сортировочных станциях или сортировочных парках станций — вид железнодорожного сортировочного устройства для ускорения расформирования составов из грузовых вагонов, использующий для перемещения вагонов земное тяготение, то есть скатывание вагонов и групп вагонов с уклона.
Сортировочные горки являются одними из наиболее высокопроизводительных сортировочных устройств. Первая в России сортировочная горка была построена в 1899 году на станции Ртищево Рязано-Уральской железной дороги.

## Состав
Комплект сортировочных устройств с сортировочной горкой состоит из одного (или двух) путей надвига, профилированной части горки, подгорочного парка, начинающегося стрелочной горловиной (часть горловины сортировочной части станции, где разветвление путей обеспечивается стрелочными переводами), также, как правило, имеются обходные пути от одного или нескольких крайних путей подгорочного парка к пути надвига в обход горба горки.
Существует несколько различных видов сортировочных горок, различающихся профилем и технологией работы. Ниже описан наиболее распространённый вариант. Большая часть пути надвига в зависимости от ситуации располагается на горизонтальной площадке или небольшом уклоне в сторону надвига (для облегчения надвига). Далее профиль постепенно переходит в нарастающий подъём на горб горки, в пределах этого подъёма расположена зона расцепки автосцепок (здесь состав сжат, что делает возможным расцепку). Далее располагается горб горки, где подъём переходит в крутой спуск по минимально допустимому для пропуска грузовых вагонов радиусу вертикальной кривой. Начало спускной части расположено на уклоне порядка 50 ‰, далее величина спуска ступенями или плавно уменьшается вдоль стрелочной горловины; начало путей подгорочного парка, как правило, также расположено на небольшом уклоне, способном поддерживать на приблизительно постоянном уровне скорость среднего вагона в средних погодных условиях. Далее путь подгорочного парка расположен на площадке, и в конце — на небольшом уклоне навстречу направлению роспуска с горки, для предотвращения ухода слишком быстро идущих вагонов.

## Технология работы горки
Отцепы с небольшим сопротивлением движению (хорошие бегуны) приходится тормозить вагонными замедлителями, размещёнными на тормозных позициях. Первая (верхняя) тормозная позиция обеспечивает интервалы между движущимися отцепами для их разделения на стрелках и замедлителях (интервальное торможение). Вторая (средняя) тормозная позиция, кроме интервалов, обеспечивает совместно регулирование скорости скатывания отцепа, третья тормозная позиция осуществляет прицельное торможение отцепа в зависимости от занятости подгорочного пути (отличия в способе зависят от применения автоматики, либо ручного — «башмачного» торможения). ранее использовались радиолокационные датчики. В последнее время по бокам пути спуска устанавливаются телеметрические датчики или оптические измерители скорости, в основе которых — видеокамера и вычислительная техника, которые контролируют скорость отцепов и выводят рекомендуемую скорость на табло горочного светофора. Также дежурный по горке имеет возможность управлять степенью сжатия замедлителей.

## Запрещённые категории вагонов
Запрещается распускать с горки вагоны, размеченные в сортировочном листке следующими условными отметками: Л, Р, Б, М, Г, К, Ф, Е, Н, Ш:
"Л"– вагоны, занятые людьми, кроме вагонов с проводниками (командами), сопровождающими грузы;
"Р", «Ю» – вагоны с опасными грузами "ВМ";
"Т" – гружёные транспортёры (4- и 8-осные);
"М" – локомотивы в недействующем состоянии, моторвагонный подвижной состав, краны на ж.д. ходу;
"Г" – вагоны и специальный подвижной состав с трафаретом "С горки не спускать", сцепки из двух платформ, загруженных рельсами длиной 25 метров и другими длинномерными грузами;
"К" – пассажирские вагоны;
"Б" – рефрижераторный поезд;
"Е" – цистерны со сжатыми и сжиженными газами, пустые цистерны для перевозки сжатых и сжиженных газов;
"Н"- платформы и полувагоны, загруженные грузами боковой и нижней негабаритности 4, 5 и 6 степеней и грузами с верхней негабаритностью 3 степени;
"Ш"- метанол.
Указанный подвижной состав должен быть пропущен через горку с маневровым локомотивом с другими условиями.

## Требования к стрелочным переводам

Пульт управления сортировочной горкой на станции Тында. Июль 2019

Стрелочная горловина горок отличается высокими требованиями по компактности, поскольку, с одной стороны подгорочный парк одной горки может иметь более 30 путей, и стрелочная горловина занимает достаточно большую долю площади. Ещё более важно то, что скорость роспуска ограничивается временем освобождения предыдущим отцепом маршрута для следующего, а это значит, что каждый стрелочный перевод, как и горловина в целом, должны быть насколько возможно короткими. Поэтому в горочных стрелочных горловинах, особенно в их начале, широко применяются симметричные стрелочные переводы с переводными кривыми весьма малых радиусов, а также двойные стрелочные переводы — как симметричные, чаще именуемые как «тройники» (обеспечивают два отвода от центрального прямого пути влево и вправо с одинаковым радиусом переводной кривой), так и несимметричные (односторонние и двусторонние, два отходящих пути которых имеют разные радиусы переводной кривой).
На сортировочных горках применяются специальные быстродействующие стрелочные приводы (СПГ-2, СПГБ-4М), которые обеспечивают перевод стрелки не больше чем за 0,6 с, что необходимо для нормального темпа роспуска составов. Быстродействие горочных стрелочных электроприводов достигается уменьшением передаточного числа редуктора (43,69 вместо 70). Для ещё большего ускорения перевода стрелки на электродвигатель МСП-0,25 с номинальным напряжением 100 В подают напряжение 200 В, что увеличивает его мощность до 740 Вт.
Для повышения быстродействия в схеме управления приводом не используют реверсивное реле, время срабатывания которого 0,15—0,2 с.